# 온천 마을

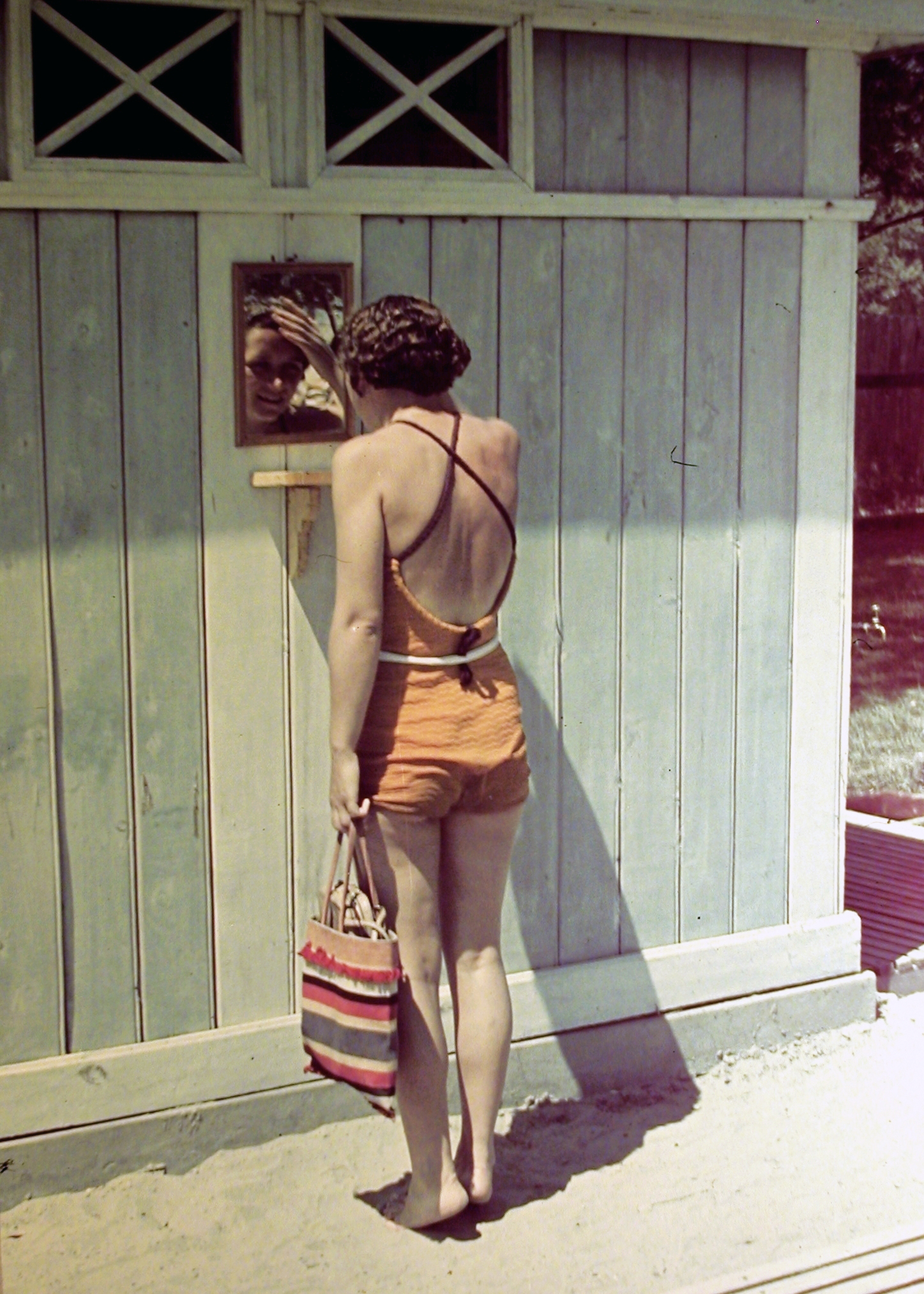
1936년 헝가리의 한 여성이 온천을 즐기고 있다

온천 마을은 온천에 위치해 있는 숙박시설이나 온천을 이용한 시설 등이 위치한 곳이다.

## 대한민국
충청북도 충주시의 수안보온천은 『조선왕조실록』에도 등장하는 전통의 온천지역이다. 충주시에서 직접 온천수를 관리하기 때문에 수질을 믿을 수 있고, 모든 온천이 똑같은 물을 공급받아 원탕이 따로 없다. 온천지구 안에 들어서면 20여 개 업소가 영업 중이다. 한국에서 가장 오래된 충청남도 아산시의 온양온천도 빼놓을 수 없다. 온천 수질이 좋고 수량이 풍부할 뿐만 아니라 주변에 숙박시설, 상가, 음식점, 유흥업소, 온천수영장 등이 잘 발달된 곳이어서 연간 500만 명 이상의 국내외 관광객이 찾아오고 있다. 경상북도 울진군의 덕구온천과 백암온천을 빠놓을 수 없다. 덕구온천은 대한민국의 유일한 용출천(지상으로 온천수가 솟구치는 온천)이고, 백암온천은 천 년의 역사를 자랑하는 대표적인 온천이다. 겨울철 동해안 여행의 필수 경로다. 전라남도 담양군의 담양온천도 추천된다.  역사는 오래되지 않았지만 시설이 좋다. 대나무밭이 조성된 노천탕이 특히 인기다.

## 즐기는 방법
온천 마을을 즐기려면, 숙박객이 되는 것이 가장 좋다. 저녁 식사 후에는 여관의 목욕탕에 들어간 후에도 밖에서 노는 것이 보통 즐기는 방법이다. 아침 출발 전에 선물 가게를 보면서 걷는 것도 온천 여행의 즐거움의 하나이다.

## 같이 보기
- 온천
- 사우나
- 공중 목욕탕